# وادي المولى
وادي المولى قرية في ناحية حديدة في منطقة تلكلخ في محافظة حمص.